# ناوشکن کلاس گریدلی
ناوشکن کلاس گریدلی (به انگلیسی: Gridley-class destroyer) یک کلاس از کشتی است که طول آن ۳۴۰ فوت ۱۰ اینچ (۱۰۳٫۸۹ متر) می‌باشد.